# Staré Buky
Staré Buky es una localidad del distrito de Trutnov en la región de Hradec Králové, República Checa, con una población estimada a principio del año 2018 de 568 habitantes. 
Se encuentra ubicada al noroeste de la región, cerca de la fuente del río Elba, en la zona de las montañas de los Gigantes (Sudetes occidentales) y de la frontera con Polonia y la región de Liberec.